# إكس تي 3
إكس تي 3 (بالإنجليزية: ext3)‏ نظام الملفات الممتد، هو نظام لإدارة الملفات مستعمل بكثرة في توزيعات جنو/لينكس أو اختصارا لينكس ونواة لينكس كنظام أساسي لإدارة الملفات على الأقراص. إكس تي 3 هو النسخة الثالثة التي تلت (إكس تي 2) والتي يضيف إليها العديد من الوظائف والخصائص الجديدة. قام ستيفين تويدي (بالإنجليزية: Stephen Tweedie)‏ بالكشف عن عمله في نظام ملفات اكس تي 2 وإضافة ما يسمى Journaling له في ورق بحثي له سنة 1998م (ext2fs). دمجت النظام لخط الإنتاج الرئيسي لإنتاج نواة لينكس في نوفمبر 2001 بداية من الإصدار 2.4.15 وما يليه من إصدارات.
كانت الميزة الرئيسية في ext3 عن ext2 عملية الصحائف Journaling.

## مميزات
أداء إكس تي من ناحية السرعة أقل جاذبية عن منافسيه من نظم ملفات لينكس الأخرى مثل إكس تي 4 وجي اف اس JFS وريسر أف أس ReiserFS وأكس اف اس XFS ، ولكن إكس تي 3 (ext3) لها ميزات ذات أهمية خطيرة مثل السماح للترقية في نفس المكان من إكس تي 2 (ext2) بدون الحاجة لعمل نسخ احتياطي أو استعادة بيانات، كما أن اختبارات بنش مارك Benchmark إشارة إلى أن إكس تي 3 تقلل من استخدام قدرة وحدة المعالجة المركزية CPU عن نظم ملفات اخى مثل ريسر اف اس ReiserFS و XFS ، كما أن إكس تي 3 يعتبر أكثر أمانا من نظم ملفات لينكس الأخرى بناءً على بساطتها النسبية واختبارها الواسع.
إكس تي 3 إضافة الميزات التالية عن إكس تي 2:
- الصحائف
- نمو نظام الملفات
- تستخدم نظام اتش تري HTree لفهرسة الأدلة Directories الكبيرة.[8]

نظامي الملفات إكس تي 2 وإكس تي 3 يتشاركا في نفس مجموعة البرامج والأوامر الخدمية الموجودة في رزمة الأوامر (البرامج) إ تو اف اس بروجز e2fsprogs، والتي تشمل من ضمنها الأمر و الأداة اف اس سي كيه fsck، الصلة القريبة بين النظامين تجعل التحويل بينهما بسيطة ومباشرة.